# 스베티토마시

스베티토마시의 위치

스베티토마시(슬로베니아어: Sveti Tomaž, 독일어: St. Thomas bei Friedau 장크트토마스바이프리다우[*])는 슬로베니아의 도시로 면적은 38.1km2, 높이는 240m, 인구는 2,164명(2002년 기준), 인구 밀도는 56.8명/km2이다.